# アトラスタワー五反田
アトラスタワー五反田（アトラスタワーごたんだ）は、東京都品川区西五反田にある超高層マンション。旭化成不動産レジデンスのマンションブランドATRASのフラッグシップ物件。TVCMに起用。

## 概要
旭化成不動産レジデンスがデベロッパーとなり、西松建設によって施工された、目黒川に近接する地上30階、地下1階、高さ105.76mの超高層マンションである。
この土地には、旅館「海喜館」が建っていた。海喜館は2015年に廃業したが、所有者の女性は廃業後もこの土地に住み続けた。2017年には、この土地の取得を狙った積水ハウスが地面師グループに土地の購入代金として55億5000万円を詐取される事件が発生している（積水ハウス地面師詐欺事件）。同年に所有者が死去し、海喜館の土地の所有権が移転した。
その後、旭化成不動産レジデンスが土地を取得。海喜館の建物は2020年に解体され、2021年4月に着工、2024年3月に竣工した。
2024年以降の旭化成不動産レジデンスのマンションブランドATRASのCMに起用されている。